# Museu etnogràfic de Ruanda
El Museu Etnogràfic de Ruanda (kinyarwanda Inzu ndangamurage)), anteriorment anomenat el Museu Nacional de Rwanda, està situat a Butare. Va ser construït amb l'ajuda del govern belga. S'obrí el 1989 i permet conèixer la història cultural del país i la regió. També fou l'indret on la reina mare Rosalie Gicanda morí assassinada, així com moltes altres persones durant el Genocidi de Ruanda.